# Bukino (obwód wołogodzki)
Bukino (ros. Букино) – wieś w Rosji, w rejonie mieżdurieczeńskim obwodu wołogodzkiego. W 2010 r. liczyła 13 mieszkańców.